# 張斗 (萬曆丁丑進士)
張斗（1551年—？），字景北，號又峰，浙江湖州府烏程縣人，民籍，明朝政治人物。

## 生平
萬曆四年（1576年）丙子科浙江鄉試第四十名，萬曆五年（1577年）丁丑科會試第二百三十一名，登二甲第四十七名進士。历官荆州府知府，十七年十二月升福建按察司副使，以考察调簡。二十三年五月起补贵州副使，二十六年七月升云南参政。

## 家族
曾祖張琰，曾任知縣；祖父張錫，曾任壽官；父張栢。母盧氏。重庆下。